# Gare de Saint-Germain-en-Laye
Pour les articles homonymes, voir Saint-Germain.
Ne doit pas être confondu avec Gare de Saint-Germain-en-Laye-Grande-Ceinture.
La gare de Saint-Germain-en-Laye est une gare ferroviaire française, terminus en impasse de la ligne de Paris-Saint-Lazare à Saint-Germain-en-Laye. Elle est située dans le centre-ville sous l'esplanade du château sur le territoire de la commune de Saint-Germain-en-Laye, dans le département des Yvelines, en région Île-de-France.
Gare de la Régie autonome des transports parisiens (RATP) depuis 1972, elle est desservie par les trains de la branche A1 de la ligne A du RER d'Île-de-France dont elle constitue le terminus. Depuis cette gare, on accède à La Défense en 20 minutes, à Paris (gare de Charles-de-Gaulle - Étoile) en 24 minutes et au centre de la capitale (gare de Châtelet - Les Halles) en 30 minutes.

## Situation ferroviaire
Établie à 82 mètres d'altitude, la gare en impasse et souterraine de Saint-Germain-en-Laye est située au point kilométrique (PK) 20,477 de la ligne de Paris-Saint-Lazare à Saint-Germain-en-Laye après la gare du Vésinet - Le Pecq.

## Histoire

### Ligne de Paris au Pecq
Saint-Germain-en-Laye est desservi par le train dès 1837. À l'origine cependant, en raison de la difficulté technique à faire grimper les trains jusqu'au plateau sur lequel est bâtie la ville, le terminus occidental de la première ligne ferroviaire d'Île-de-France, de Paris à Saint-Germain, est construit dans la ville voisine du Pecq, sur la rive droite de la Seine, en bordure sud de l'actuelle avenue Jean-Jaurès. Elle est fermée dix ans plus tard, lorsqu'un viaduc est construit pour traverser la Seine et que des locomotives plus puissantes permettent aux trains de gravir la pente menant à la terrasse de Saint-Germain. Cette gare du Pecq disposait d'un bâtiment monumental ; elle fut abandonnée, enterrée sous de nouvelles constructions, oubliée, et seulement exhumée lors de fouilles archéologiques en 2017.

### Première gare (1847-1972)
La gare de Saint-Germain-en-Laye, sur l'actuelle rue de la Surintendance, est mise en service le 14 août 1847. Elle dispose d'un bâtiment à la façade arrondie qui permet d'accéder aux voies situées en contrebas du parc du château. 
Le 30 novembre 1882, une voie de raccordement avec la gare de la grande ceinture est mise en service. Avant la guerre, en 1914, est conçu « un plan de reconstruction de la gare qui consiste d'abord à la détruire » pour une reconstruction en souterrain, comme les stations du métro, avec la transformation de la ligne en une ligne métropolitaine qui la mettrait à 24 minutes de Paris. En 1922, le journal L'Intransigeant souligne que cette ancienne gare historique est « incommode, exiguë et malodorante » et totalement inadaptée à la modernité du service ferroviaire. Un informateur lui a précisé qu'un plan de reconstruction devrait bientôt être mis en œuvre.

La gare au début des années 1900
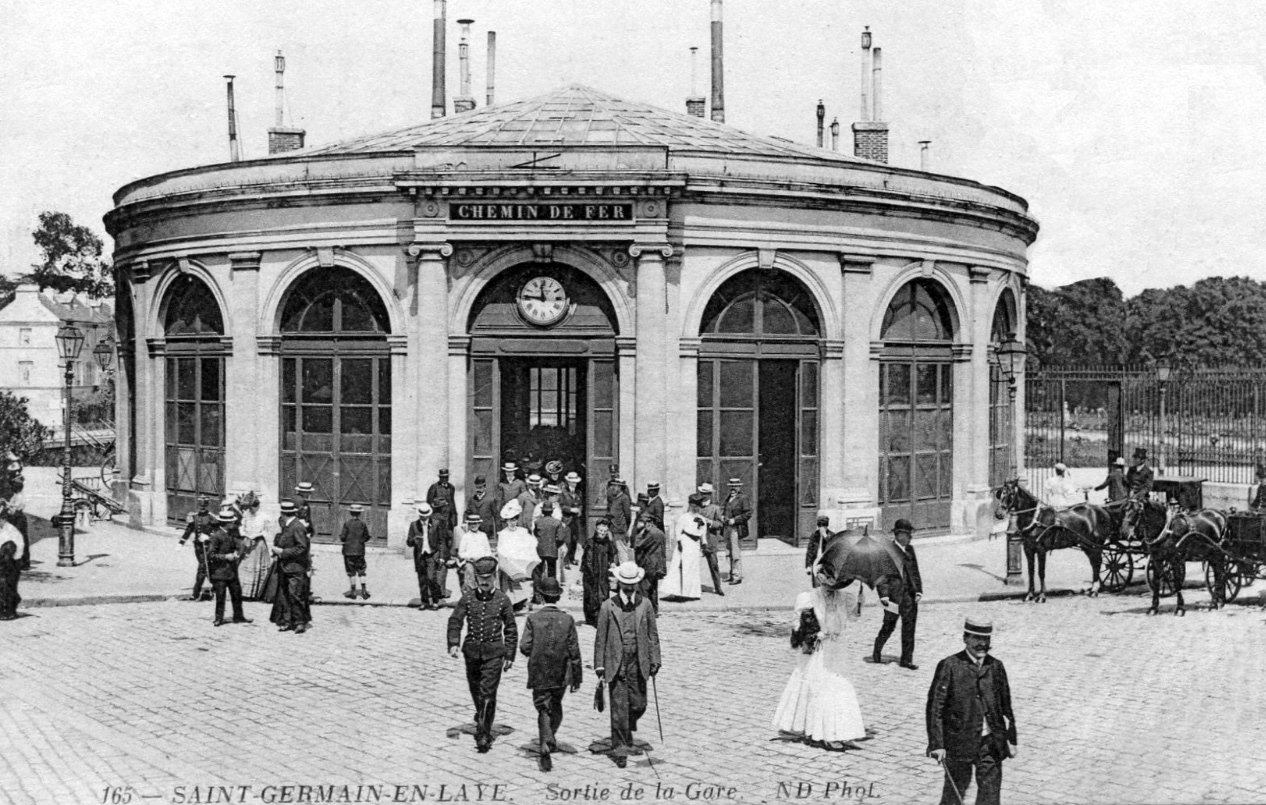
Bâtiment et cours.
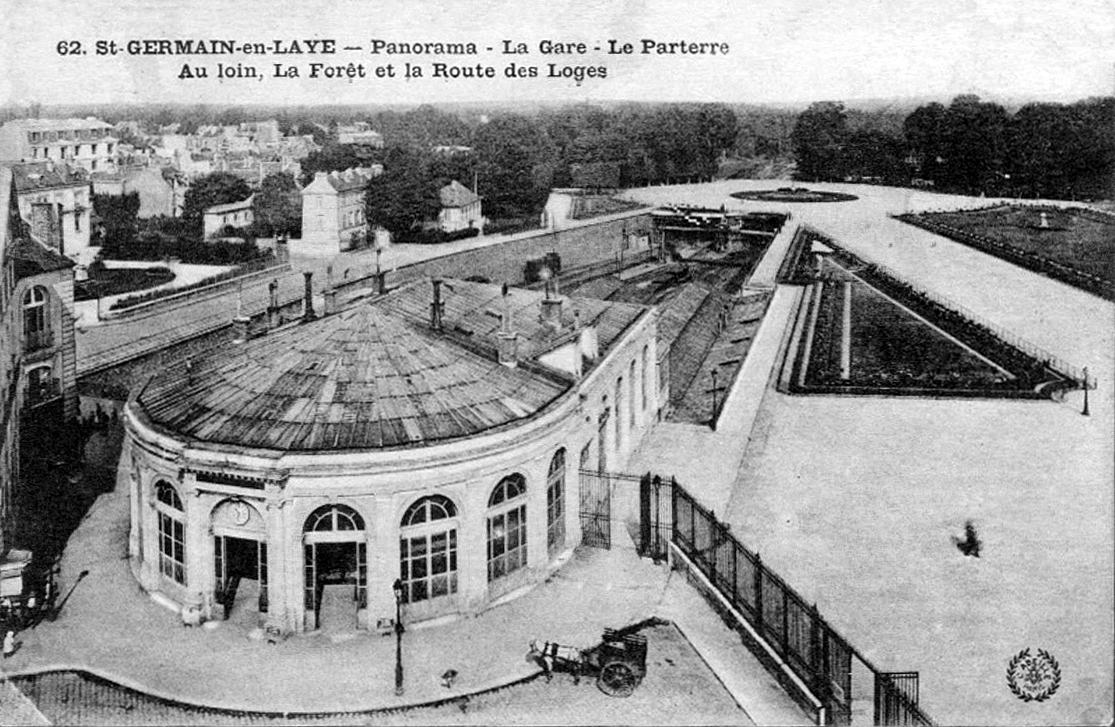
Bâtiment et intérieur.
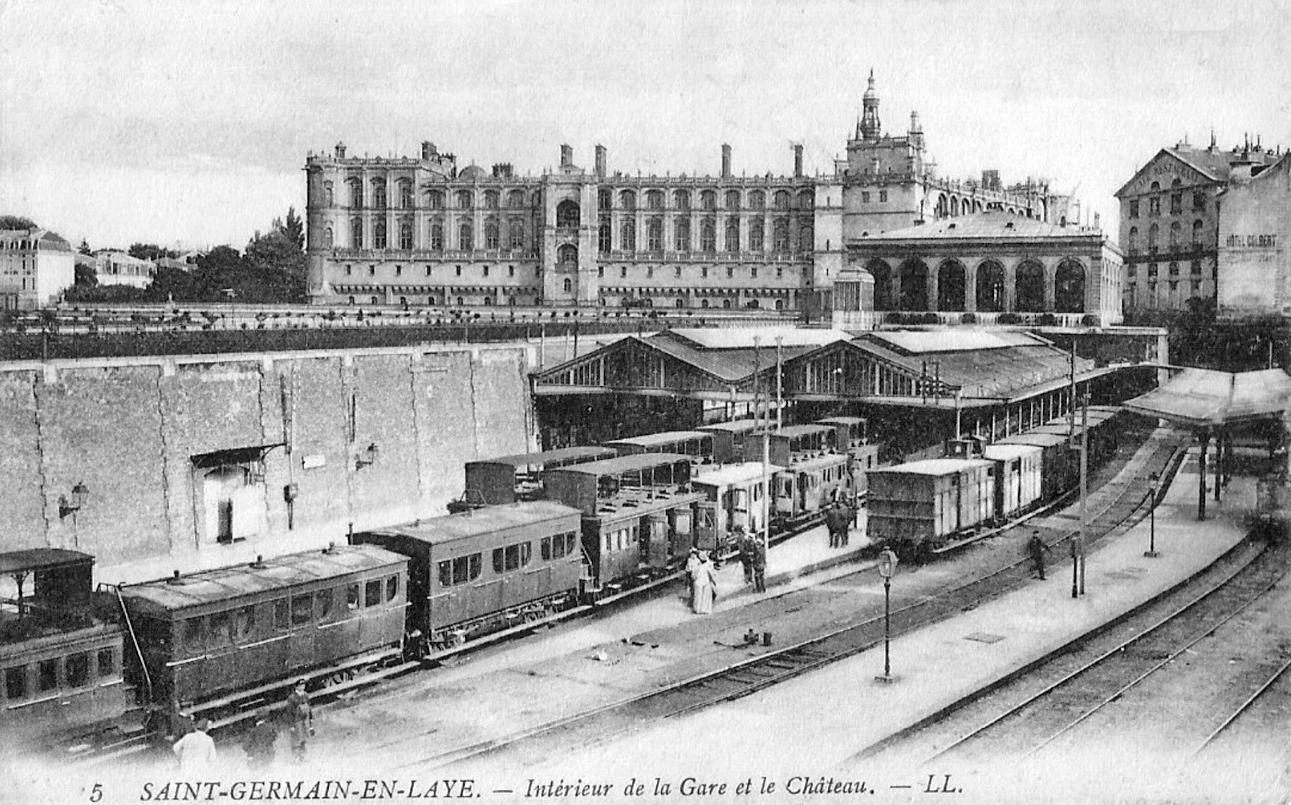
Intérieur et château.

.
En 1924, la commune est autorisée à contracter un emprunt pour réaliser les travaux de réaménagement et extension des installations de la gare, qui sont déclarés d'utilité publique. Elle est électrifiée en 1927. En 1928, L'Intransigeant publie une photo de la gare rénovée. C'est l'intérieur de la gare qui a été modifié, avec notamment de nouvelles couvertures des quais.
Cette gare est détruite lors de la conversion de la liaison ferroviaire en ligne du réseau express régional d'Île-de-France (RER). Elle est remplacée par une gare souterraine.

### Deuxième gare
Le 1er octobre 1972, le tronçon entre Nanterre-Université et Saint-Germain-en-Laye est rétrocédé à la RATP par la SNCF et intégré à la ligne A du RER, dont il constitue, la branche A1.
De 2009 à 2011, le pôle RER de Saint-Germain-en-Laye est réaménagé afin de développer la multimodalité, comme la création d'un parking à vélos, et de favoriser l'accessibilité pour tous, comme l'élargissement des trottoirs.
En 2021, selon les estimations de la RATP, 3 337 962 voyageurs sont entrés dans cette gare, ce qui la place en 21e position des gares de RER exploitées par la RATP pour sa fréquentation.

### Restructuration à l'ouverture de la ligne T13
Depuis le 6 juillet 2022, la gare de Saint-Germain-en-Laye est en correspondance avec le T13, la reliant à la gare de Saint-Cyr.

Le projet spécifie :
La station est située en contrebas des terrasses du château de Saint-Germain-en-Laye, à l’extrémité de l’Avenue des Loges. Au centre des voies, les quais sont en correspondance directe avec la salle d’échanges du RER A, accessible en 2 minutes 30 via un tunnel éclairé, équipé de tapis roulants dans les deux sens et muni d’une vidéosurveillance. L’insertion de ce terminus a fait l’objet d’un travail important avec l’Architecte des Bâtiments de France. L’objectif : qu’il ne nuise pas à la perspective offerte depuis le château, ce qui est rendu possible grâce à son implantation en bas des terrasses.

## Service des voyageurs

### Accueil
Cette gare de la Régie autonome des transports parisiens (RATP), souterraine, dispose de trois accès.
Elle dispose de deux quais, dont un central, desservant les trois voies. La station de la ligne de tramway T13 est située quant à elle en surface à environ 300 m de la gare ; une galerie souterraine relie les deux sites.

Installations
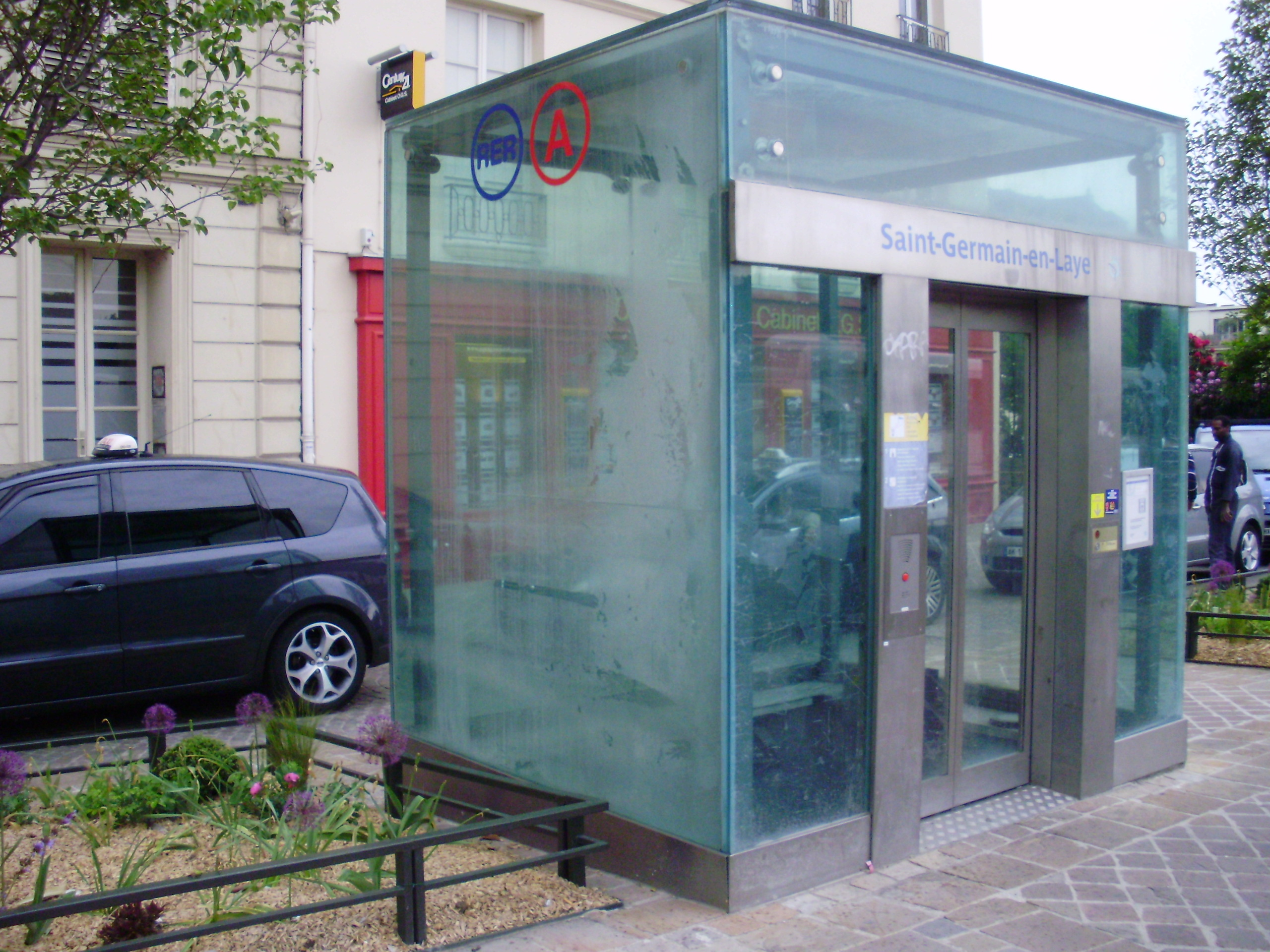
En 2010.
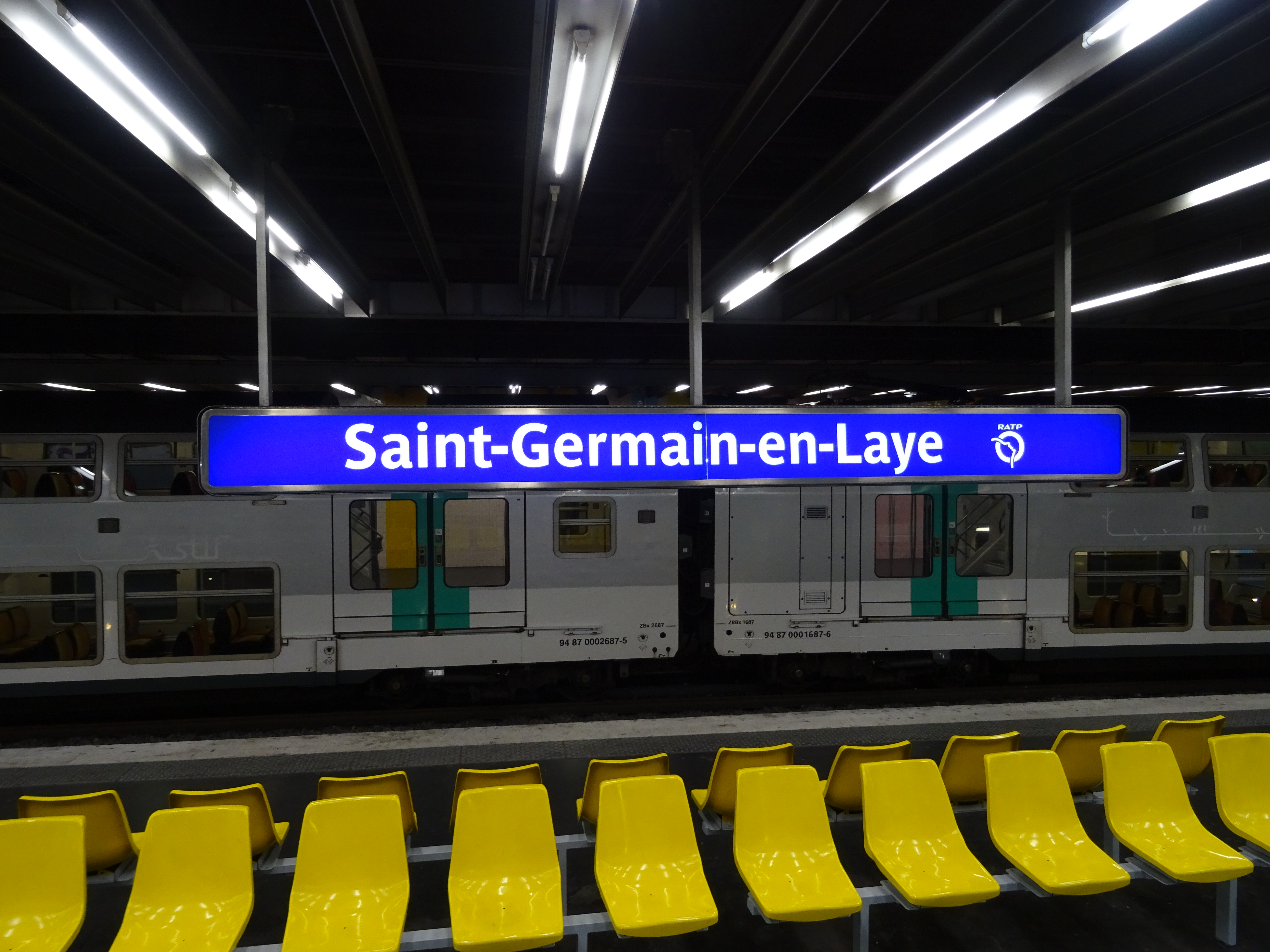
En 2017.
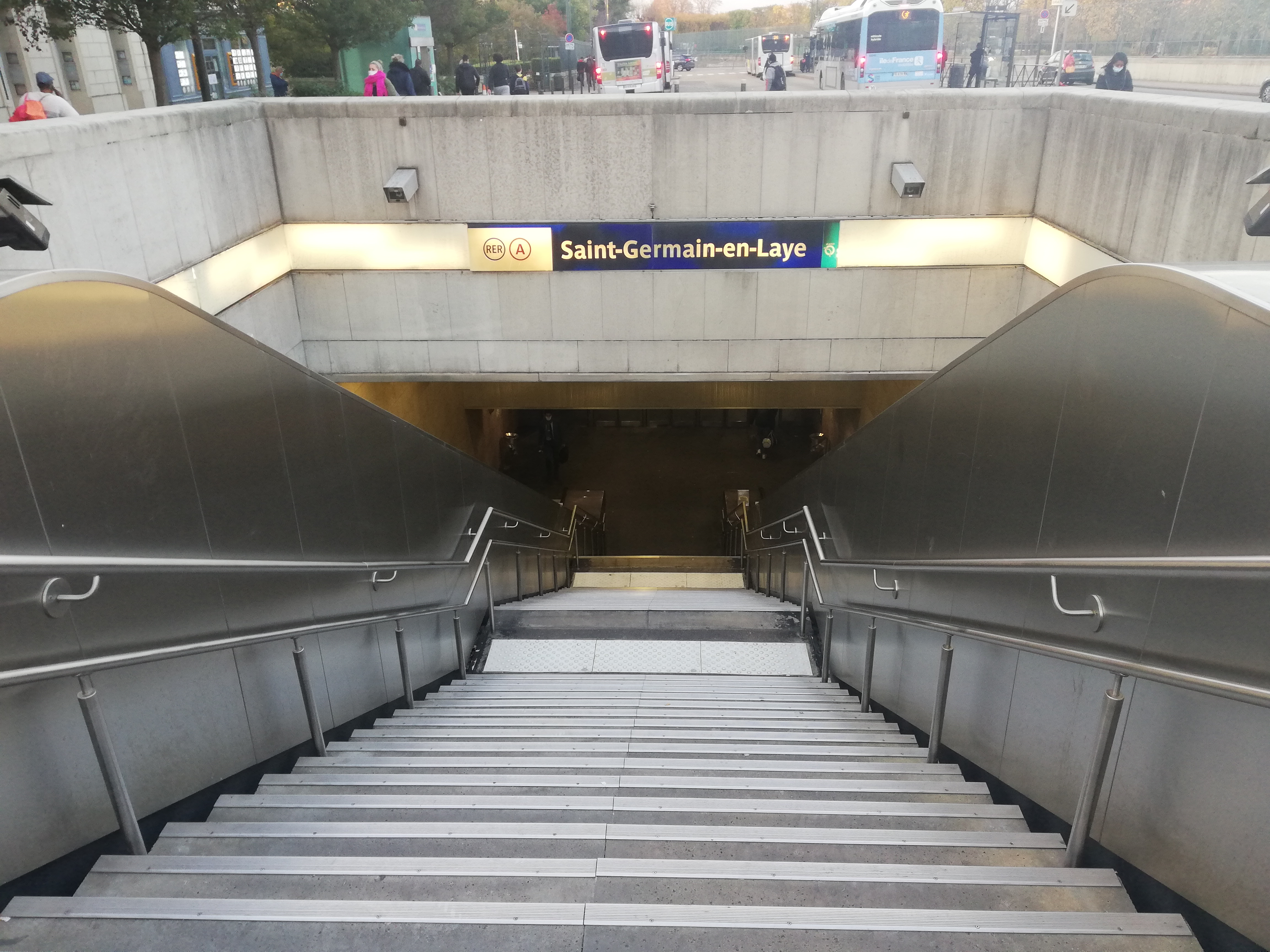
En 2020.
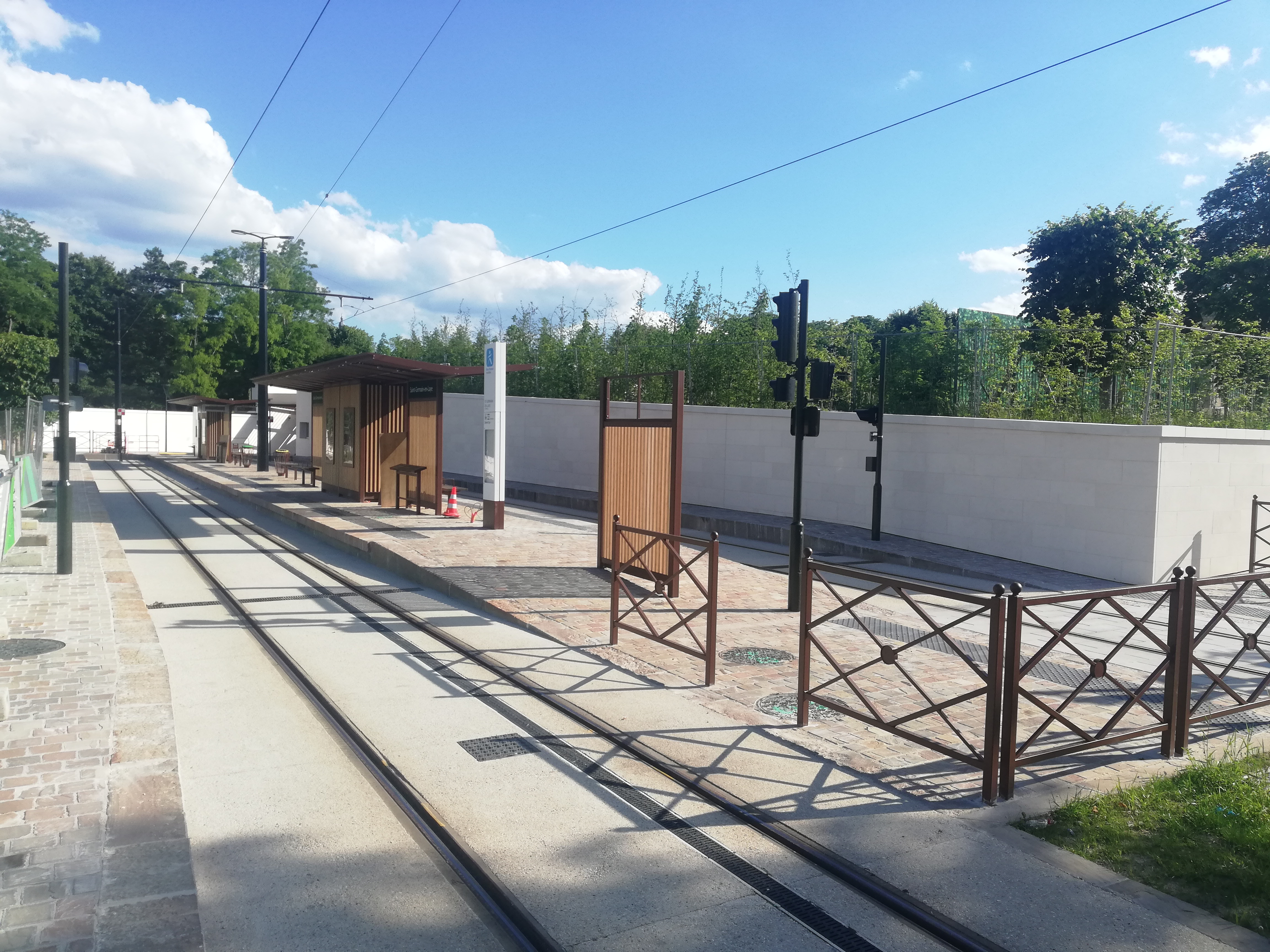
La station de la ligne T13 quasi-achevée, en 2022.

### Accès
La gare dispose de trois accès :
- l'accès no 1 « Hôtel de Ville » ;
- l'accès no 2 « Église Saint-Germain » ;
- l'accès no 3 « Château ».

Accès à la gare
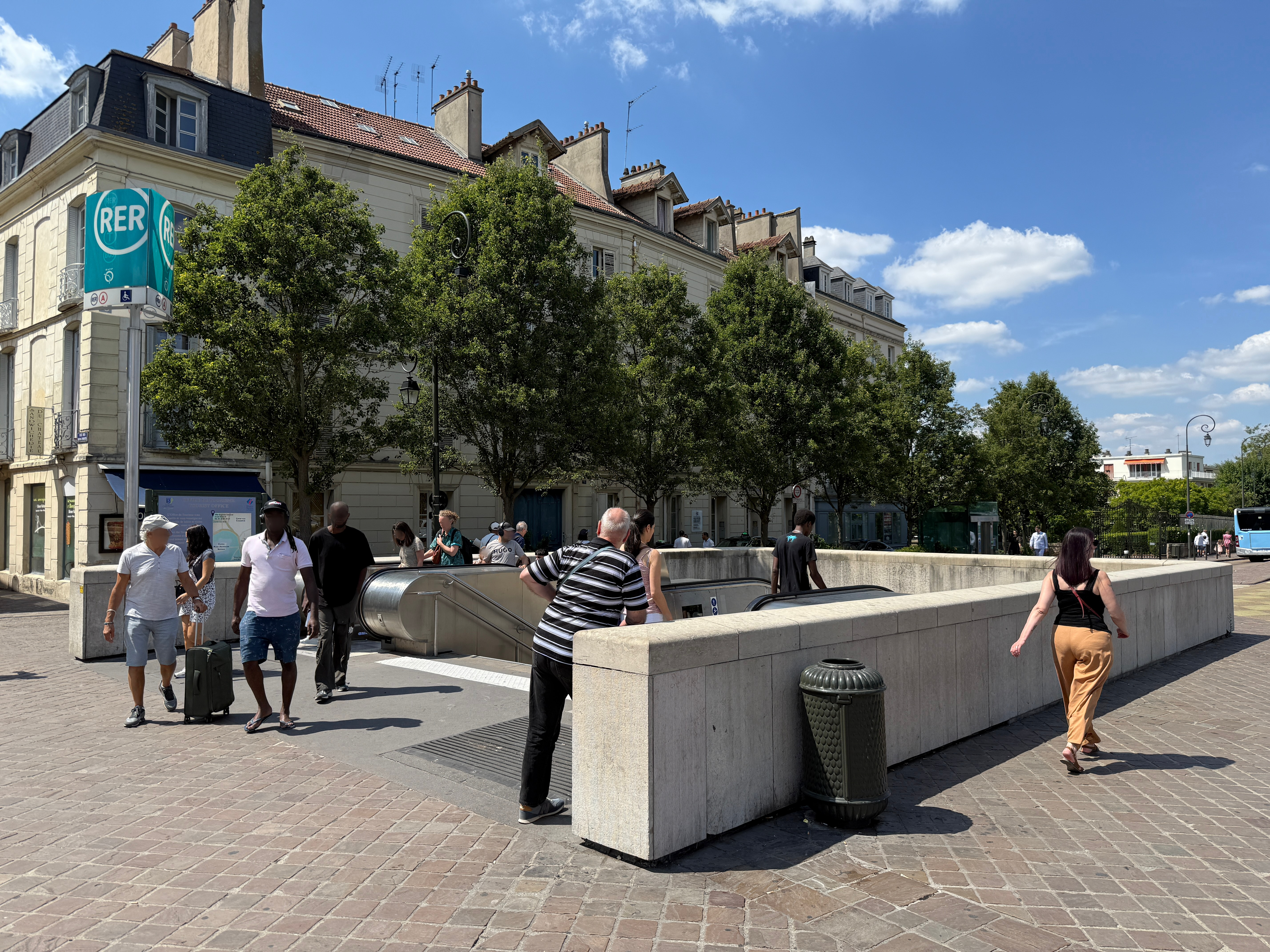
L'accès no 1 « Hôtel de Ville ».
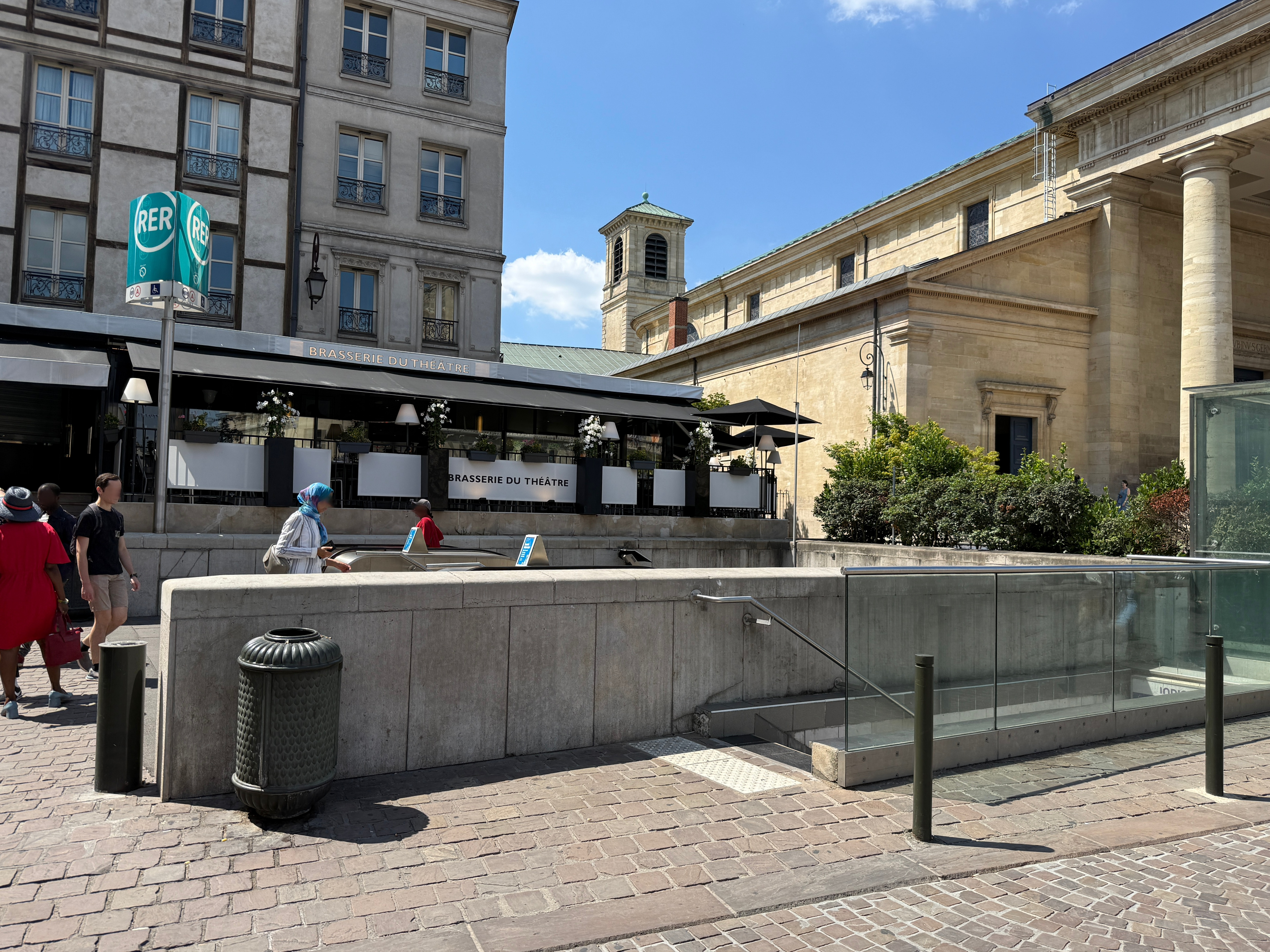
L'accès no 2 « Église Saint-Germain ».
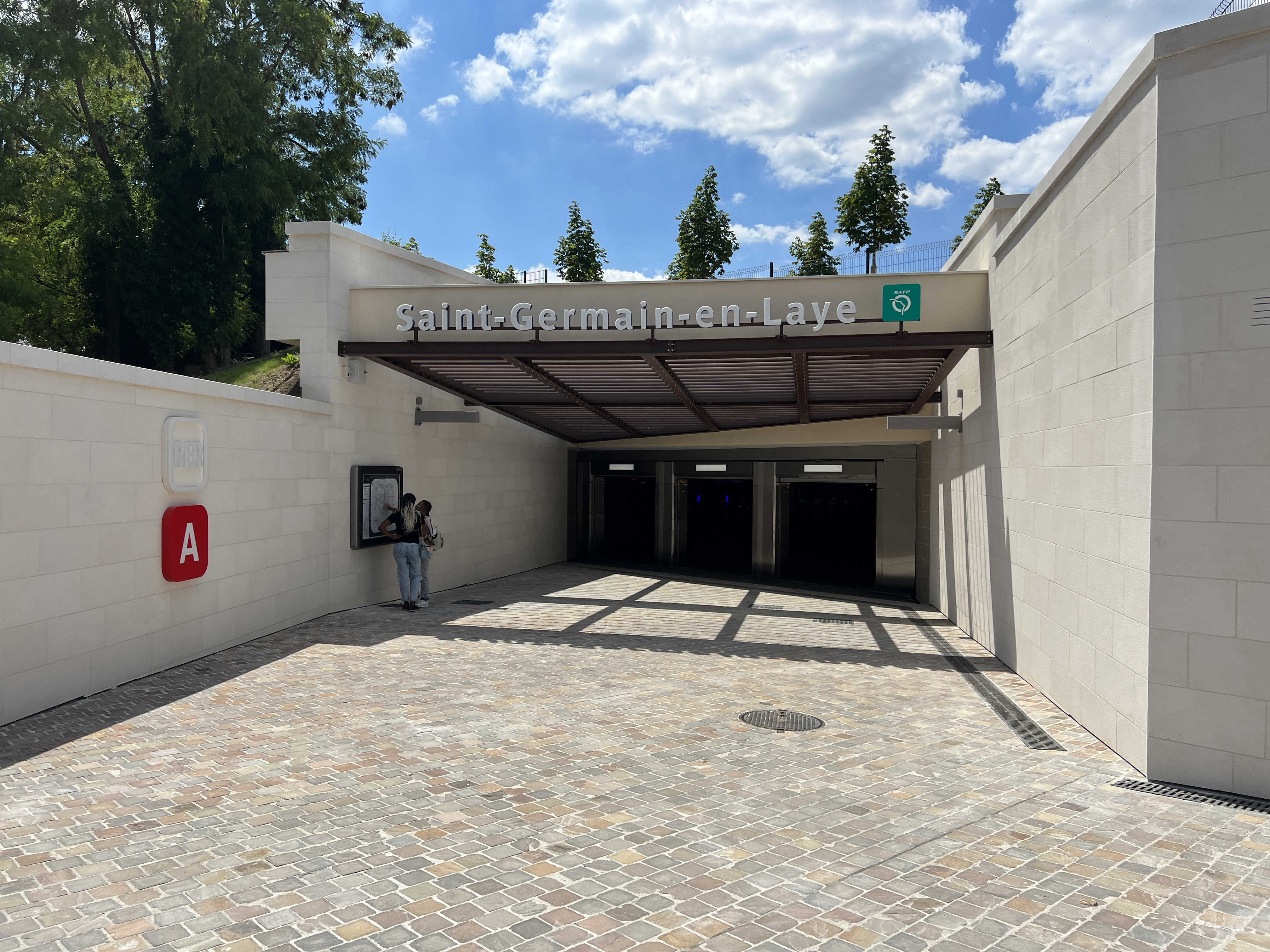
L'accès au T13.

### Desserte
Saint-Germain-en-Laye est desservie par les trains de la branche A1 de la ligne A du RER d'Île-de-France, dont elle constitue le terminus. La desserte est assurée à raison d'un train toutes les 8 à 12 minutes aux heures creuses en semaine et toutes les 10 minutes le weekend et les jours féries ainsi qu'aux heures de pointe. En soirée, la fréquence de desserte est de 15 minutes, au départ comme à l'arrivée. 

Installations et desserte
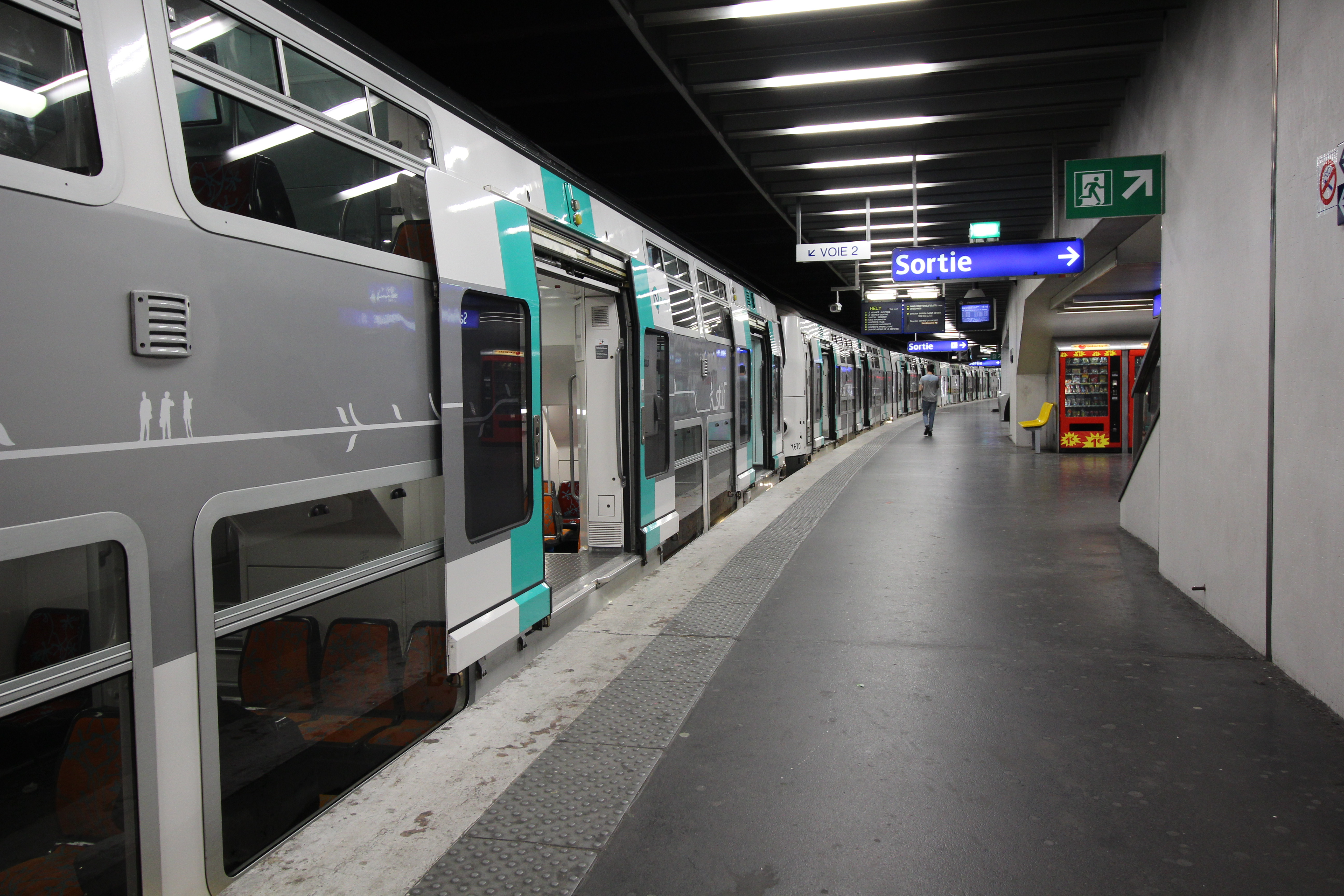
En 2016.
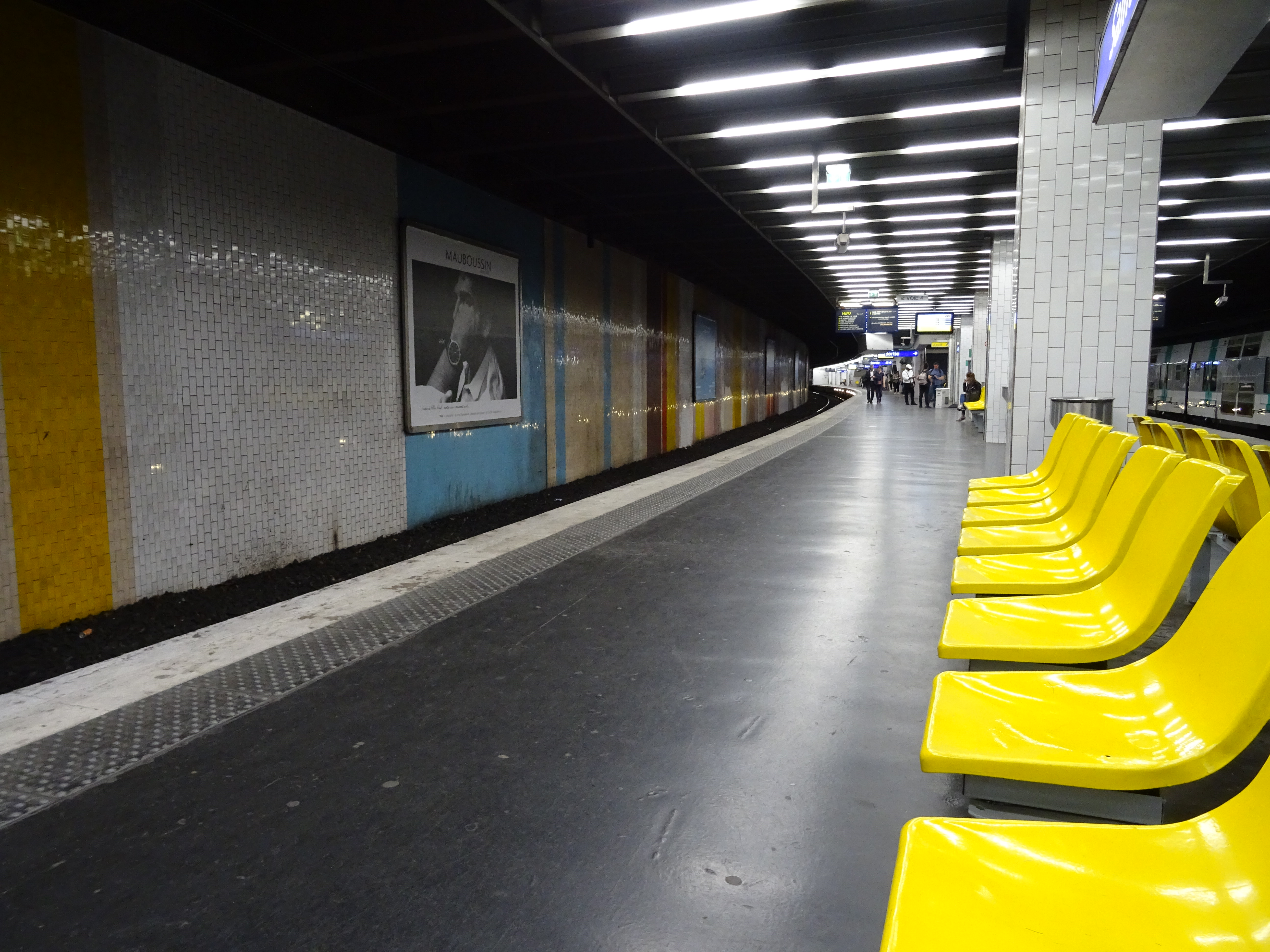
En 2017.
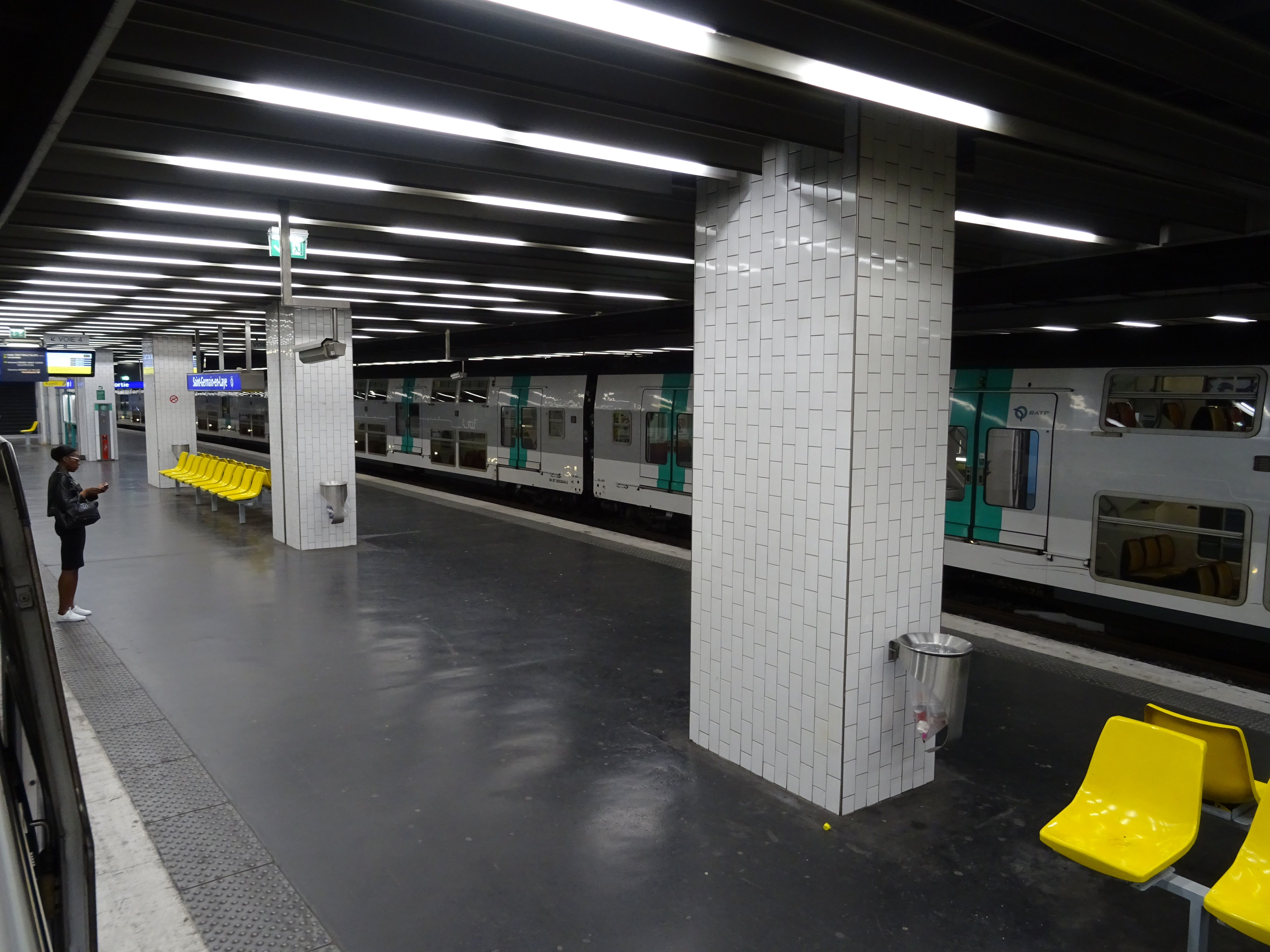
En 2017.

### Intermodalité
Depuis le 6 juillet 2022, la gare est mise en correspondance avec la ligne 13 du tramway d'Île-de-France.
La gare est desservie par les lignes R1, R2N, R2S, R3N, R3S, R4, R5, 1, 10, 15 et Soirée Saint-Germain-en-Laye du réseau de bus de Saint-Germain Boucles de Seine, par la ligne 5323 du réseau de bus Centre et Sud Yvelines, par la ligne 1204 du réseau de bus Cergy-Pontoise Confluence, par la ligne 7802 du réseau de bus Île-de-France Ouest, par les lignes 1, 42, 67 et 70 du réseau de bus de Poissy - Les Mureaux, par la ligne 22 du réseau de bus du Mantois, par la ligne 2 du réseau de bus Argenteuil - Boucles de Seine, par la ligne 259 du réseau de bus RATP et, la nuit, par la ligne N153 du réseau Noctilien.

## À proximité
La gare se situe à proximité du château de Saint-Germain-en-Laye, de la forêt du même nom et du centre-ville de la commune.